# Bout-du-Pont-de-Larn
Bout-du-Pont-de-Larn är en kommun i departementet Tarn i regionen Occitanien i södra Frankrike. Kommunen ligger i kantonen Saint-Amans-Soult som tillhör arrondissementet Castres. År 2022 hade Bout-du-Pont-de-Larn 1 249 invånare.

## Befolkningsutveckling
Antalet invånare i kommunen Bout-du-Pont-de-Larn
| Referens: INSEE |